# Liste des titres musicaux numéro un en France en 1964
Cette page liste les singles classés n°1 des ventes de disques en France durant l'année 1964.

## Classement des singles
| Semaine | Sortie       | Artiste            | Titre                                         |
| ------- | ------------ | ------------------ | --------------------------------------------- |
| 1       | 4 janvier    | Charles Aznavour   | La Mamma                                      |
| 2       | 11 janvier   | Charles Aznavour   | La Mamma                                      |
| 3       | 18 janvier   | Charles Aznavour   | La Mamma                                      |
| 4       | 25 janvier   | Charles Aznavour   | La Mamma                                      |
| 5       | 1er février  | Sylvie Vartan      | Si je chante                                  |
| 6       | 8 février    | Sylvie Vartan      | Si je chante                                  |
| 7       | 15 février   | Sylvie Vartan      | Si je chante                                  |
| 8       | 22 février   | Sylvie Vartan      | Si je chante                                  |
| 9       | 29 février   | Sylvie Vartan      | Si je chante                                  |
| 10      | 7 mars       | Jean Ferrat        | Nuit et brouillard                            |
| 11      | 14 mars      | Jean Ferrat        | Nuit et brouillard                            |
| 12      | 21 mars      | Jean Ferrat        | Nuit et brouillard                            |
| 13      | 28 mars      | Claude François    | Chaque jour c'est la même chose               |
| 14      | 4 avril      | Claude François    | Chaque jour c'est la même chose               |
| 15      | 11 avril     | Claude François    | Chaque jour c'est la même chose               |
| 16      | 18 avril     | Sylvie Vartan      | La plus belle pour aller danser               |
| 17      | 25 avril     | Sylvie Vartan      | La plus belle pour aller danser               |
| 18      | 2 mai        | Gigliola Cinquetti | Non ho l'eta                                  |
| 19      | 9 mai        | Gigliola Cinquetti | Non ho l'eta                                  |
| 20      | 16 mai       | Gigliola Cinquetti | Non ho l'eta                                  |
| 21      | 23 mai       | Gigliola Cinquetti | Non ho l'eta                                  |
| 22      | 30 mai       | Gigliola Cinquetti | Non ho l'eta                                  |
| 23      | 6 juin       | Gigliola Cinquetti | Non ho l'eta                                  |
| 24      | 13 juin      | Gigliola Cinquetti | Non ho l'eta                                  |
| 25      | 20 juin      | Enrico Macias      | Paris tu m'as pris dans tes bras              |
| 26      | 27 juin      | Enrico Macias      | Paris tu m'as pris dans tes bras              |
| 27      | 4 juillet    | Claude François    | J'y pense et puis j'oublie                    |
| 28      | 11 juillet   | Claude François    | J'y pense et puis j'oublie                    |
| 29      | 18 juillet   | Claude François    | J'y pense et puis j'oublie                    |
| 30      | 25 juillet   | Claude François    | J'y pense et puis j'oublie                    |
| 31      | 1er août     | Claude François    | J'y pense et puis j'oublie                    |
| 32      | 8 août       | Enrico Macias      | Enfants de tous pays                          |
| 33      | 15 août      | Enrico Macias      | Enfants de tous pays                          |
| 34      | 22 août      | Enrico Macias      | Enfants de tous pays                          |
| 35      | 29 août      | Enrico Macias      | Enfants de tous pays                          |
| 36      | 5 septembre  | Enrico Macias      | Enfants de tous pays                          |
| 37      | 12 septembre | Henri Salvador     | Zorro est arrivé                              |
| 38      | 19 septembre | Henri Salvador     | Zorro est arrivé                              |
| 39      | 26 septembre | Henri Salvador     | Zorro est arrivé                              |
| 40      | 3 octobre    | Henri Salvador     | Zorro est arrivé                              |
| 41      | 10 octobre   | Henri Salvador     | Zorro est arrivé                              |
| 42      | 17 octobre   | Henri Salvador     | Zorro est arrivé                              |
| 43      | 24 octobre   | Henri Salvador     | Zorro est arrivé                              |
| 44      | 31 octobre   | Charles Aznavour   | Que c'est triste Venise                       |
| 45      | 7 novembre   | Charles Aznavour   | Que c'est triste Venise                       |
| 46      | 14 novembre  | Charles Aznavour   | Que c'est triste Venise                       |
| 47      | 21 novembre  | Sheila             | Vous les copains, je ne vous oublierai jamais |
| 48      | 28 novembre  | Sheila             | Vous les copains, je ne vous oublierai jamais |
| 49      | 5 décembre   | Sheila             | Vous les copains, je ne vous oublierai jamais |
| 50      | 12 décembre  | Sheila             | Vous les copains, je ne vous oublierai jamais |
| 51      | 19 décembre  | Sheila             | Vous les copains, je ne vous oublierai jamais |
| 52      | 26 décembre  | Sheila             | Vous les copains, je ne vous oublierai jamais |